# Jármai Gyula
Jármai Gyula (Sopron, 1954. április 21. – Érd, 2002. február 23.) magyar karmester és karvezető.

## Életútja
Tanulmányait előbb a soproni zeneiskolában (1960-1969) és a 
győri Zeneművészeti Szakközépiskolában (1969-1972) zongora szakon kezdte. A Zeneakadémián 1977-ben Párkai István és Vásárhelyi Zoltán osztályában középiskolai énektanár és karvezető diplomát, majd 1980-ban Kórodi András vezetésével karmesteri diplomát szerzett.
1977-ben került a Magyar Állami Operaházba, ahol előbb korrepetitori, később karmesteri feladatokat kapott. A balett repertoár elismert specialistája volt, ebben a minőségében premiereket is vezényelt és külföldi vendégjátékokon is részt vett. Balettzenéket is összeállított: Csajkovszkij - Pártay: Anna Karenina, Mendelssohn - Seregi: Szentivánéji álom, Schubert - Pártay: A velencei mór.
1981-től a Pedagógus Szimfonikus Zenekar karmestereként is tevékenykedett, 1986-ban a Veszprémi Szimfonikus Zenekar vezetését is elvállalta.
Életének 48. évében, 2002. február 23-án hunyt el.